# Микрофон

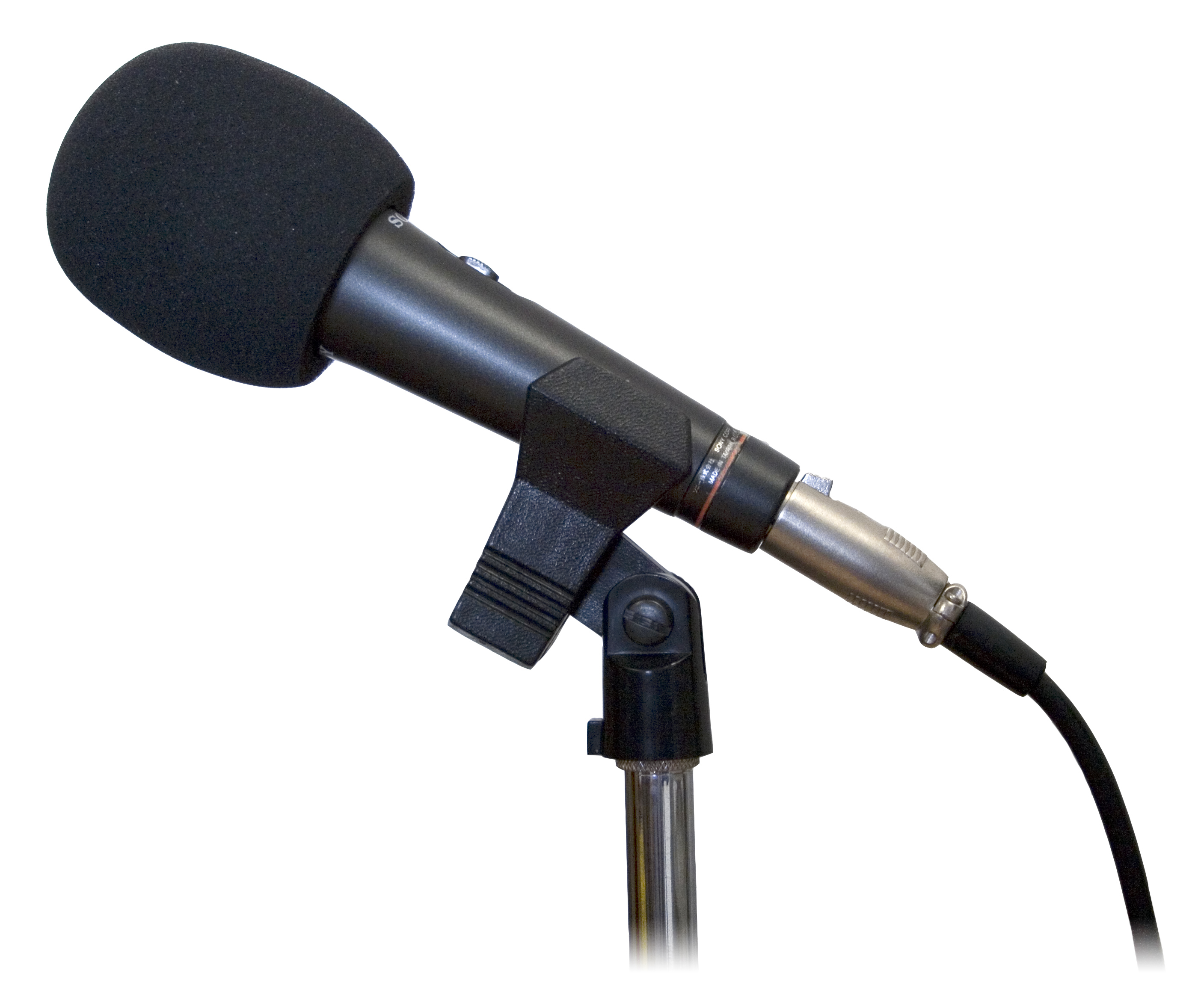

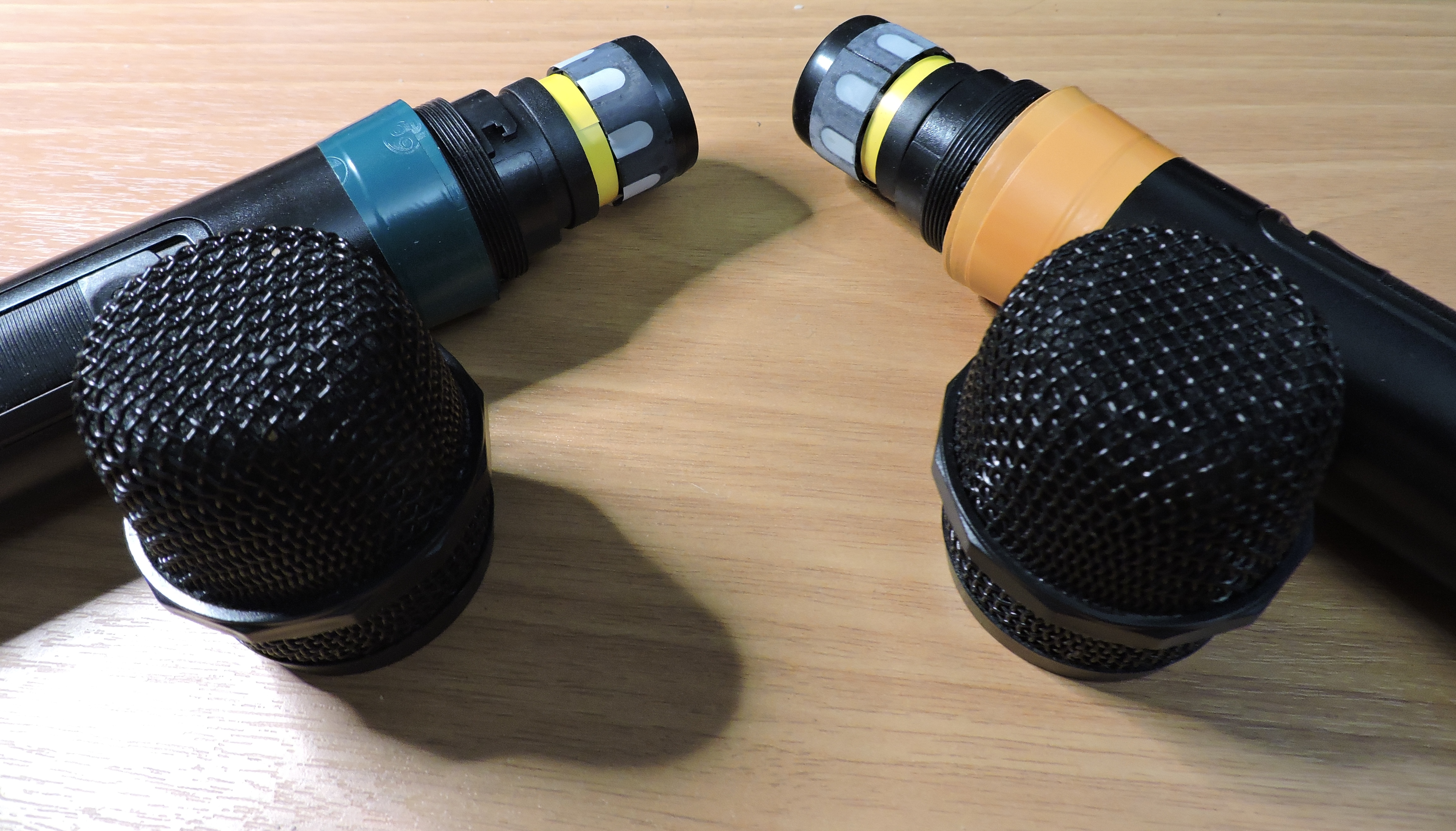
Микрофоны со снятыми решётками, прикрывающими динамические головки, принимающие звук. На фото — вокальные головки Shure Beta 58A. Энтузиасты часто самостоятельно их встраивают в микрофоны для улучшения акустических характеристик

Микрофо́н (от  μικρός — маленький, φωνη — голос) — электроакустический прибор, преобразующий звуковые колебания в электрический сигнал.

## История
В телефонном аппарате Белла микрофон, как отдельный узел, отсутствовал, его функцию выполнял электромагнитный капсюль, совмещавший в себе функции микрофона и телефонного капсюля. 
Первым устройством, использующимся только в качестве микрофона, стал угольный микрофон Эдисона[когда?], об изобретении которого также независимо заявляли Генрих Махальский в 1878 году и Павел Голубицкий в 1883 году. Действие его основывается на изменении сопротивления между зёрнами угольного порошка при изменении давления на их совокупность.
В середине 1890-х годов швейцарец Франсуа Дюссо скомбинировал микрофон с фонографом, эта модификация, названная микрофонографом, изначально разработанная для слабослышащих, предназначалась для усиления, записи и воспроизведения звуков. В опытах были получены записи неслышимых человеком звуков насекомых, тонов сердца.
Конденсаторный микрофон был изобретён инженером Bell Labs Эдуардом Венте (Edward Christopher Wente) в 1916 году. В нём звук воздействует на тонкую металлическую мембрану, изменяя расстояние между мембраной и металлическим корпусом. Тем самым образуемый мембраной и корпусом конденсатор меняет ёмкость. Если подвести к пластинам постоянное напряжение, изменение ёмкости вызовет ток через конденсатор, тем самым образуя электрический сигнал во внешней цепи.
Более массовыми стали динамические микрофоны, отличающиеся от угольных гораздо лучшей линейностью характеристик и хорошими частотными свойствами, а от конденсаторных — более приемлемыми электрическими свойствами. Первым динамическим микрофоном стал изобретённый в 1924 году немецкими учёными Эрлахом (Gerwin Erlach) и Шоттки электродинамический микрофон ленточного типа. Они расположили в магнитном поле гофрированную ленточку из очень тонкой (около 2 мкм) алюминиевой фольги. Такие микрофоны до сих пор применяются в студийной звукозаписи благодаря чрезвычайно широким частотным характеристикам, однако их чувствительность невелика, выходное сопротивление очень мало (доли ома), что значительно осложняет проектирование усилителей. Кроме того, достаточная чувствительность достижима только при значительной площади ленточки (а значит, и размерах магнита), в результате такие микрофоны имеют бо́льшие размеры и массу по сравнению со всеми остальными типами.
Пьезоэлектрический микрофон, сконструированный советскими учёными С. Н. Ржевкиным и А. И. Яковлевым в 1925 году, имеет в качестве датчика звукового давления пластинку из вещества, обладающего пьезоэлектрическими свойствами. Работа в качестве датчика давления позволила создать первые гидрофоны и записать сверхнизкочастотные звуки, характерные для морских обитателей.
В 1931 году американские инженеры Венте и Тёрэс (Albert L. Thuras) изобрели динамический микрофон с катушкой, приклеенной к тонкой мембране из полистирола или фольги. В отличие от ленточного, он имел существенно более высокое выходное сопротивление (десятки ом и сотни килоом), мог быть изготовлен в меньших размерах и является обратимым. 
Совершенствование характеристик именно этих микрофонов, в сочетании с совершенствованием звукоусилительной и звукозаписывающей аппаратуры, позволило развиться индустрии звукозаписи не только в студийных условиях. Создание малых по размеру (даже несмотря на массу постоянного магнита, необходимого для работы микрофона), а также чрезвычайно чувствительных и узконаправленных динамических микрофонов в заметной степени изменило представление о приватности и породило ряд изменений в законодательстве (в частности, о применении подслушивающих устройств).
Тогда же разработанные электромагнитные микрофоны, в отличие от электродинамических, имеют закреплённый на мембране постоянный магнит и неподвижную катушку. Благодаря отсутствию жёстких требований к массе катушки (характерном для динамических микрофонов) такие микрофоны делались высокоомными, а также порой имели многоотводные катушки, что делало их более универсальными. Такие микрофоны, наряду с пьезоэлектрическими, позволили создать эффективные слуховые аппараты, а также ларингофоны.
Электретный микрофон, изобретённый японским учёным Ёгути в начале 1920-х годов, по принципу действия и конструкции близок к конденсаторному, однако в качестве неподвижной обкладки конденсатора и источника постоянного напряжения выступает пластина из электрета. Долгое время такие микрофоны были относительно дороги, а их очень высокое выходное сопротивление (как и конденсаторных, единицы мегаом и выше) заставляло применять исключительно ламповые схемы. Создание полевых транзисторов привело к появлению чрезвычайно эффективных, миниатюрных и лёгких электретных микрофонов, совмещённых с собранным в том же корпусе предусилителем на полевом транзисторе.

## Устройство микрофона

Принцип действия динамического микрофона с подвижной катушкой

Принцип действия конденсаторного микрофона

Устройство и принцип действия угольного микрофона

Принцип работы микрофона заключается в том, что давление звуковых колебаний воздуха, воды или твёрдого вещества действует на тонкую мембрану микрофона. В свою очередь, колебания мембраны возбуждают электрические колебания; в зависимости от типа микрофона для этого используются явление электромагнитной индукции, изменение ёмкости конденсаторов, пьезоэлектрический эффект или электрическое сопротивление угольного порошка.
Свойства акустико-механической системы сильно зависят от того, воздействует ли звуковое давление на одну сторону диафрагмы (микрофон давления) или на обе стороны, а во втором случае от того, симметрично ли это воздействие (микрофон градиента давления) или на одну из сторон диафрагмы действуют колебания, непосредственно возбуждающие её, а на вторую — прошедшие через какое-либо механическое или акустическое сопротивление или систему задержки времени (асимметричный микрофон градиента давления).
Большое влияние на характеристики микрофона оказывает его механоэлектрическая часть.

## Классификация микрофонов

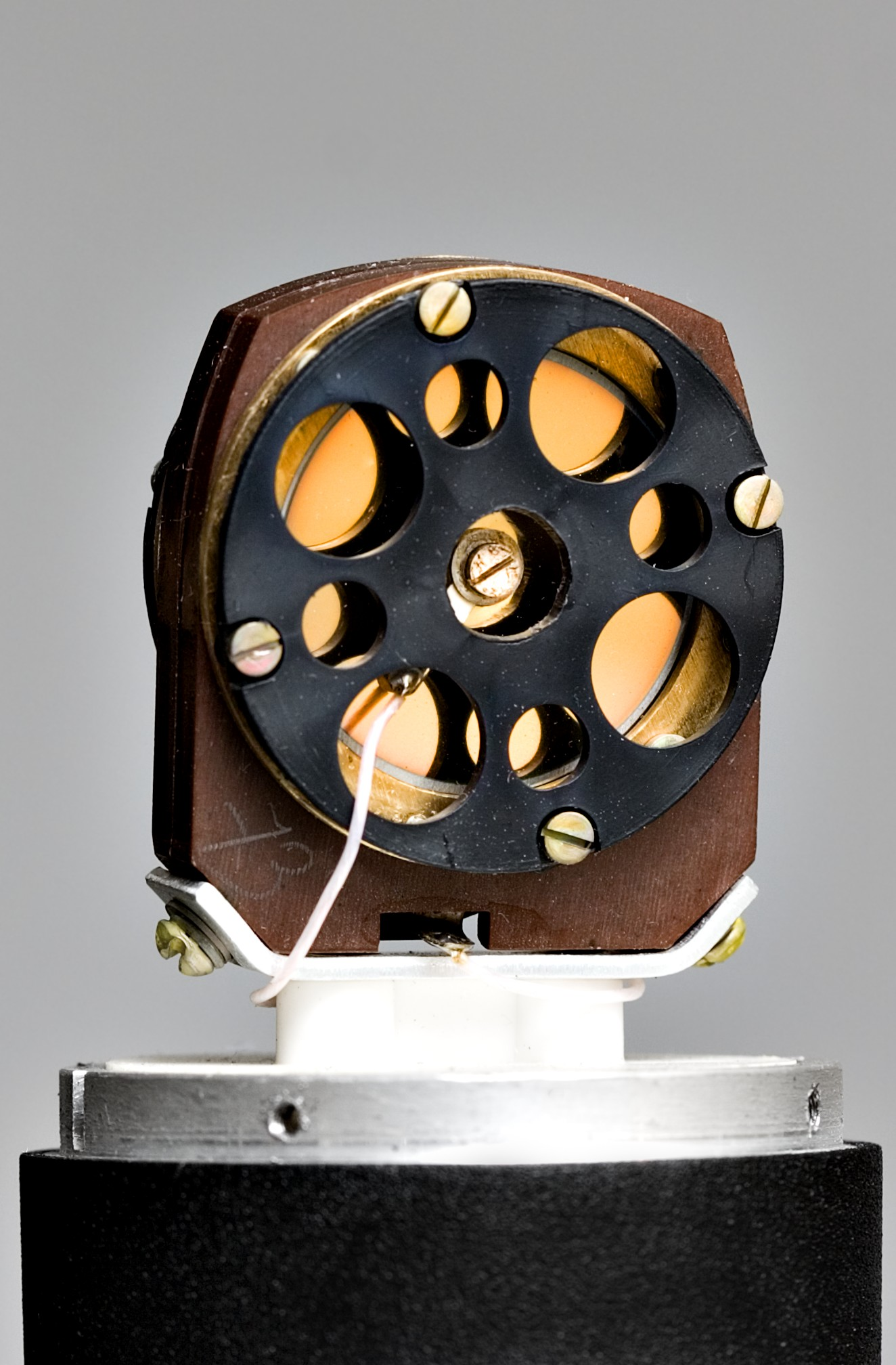
Капсюль микрофона Октава МК-319

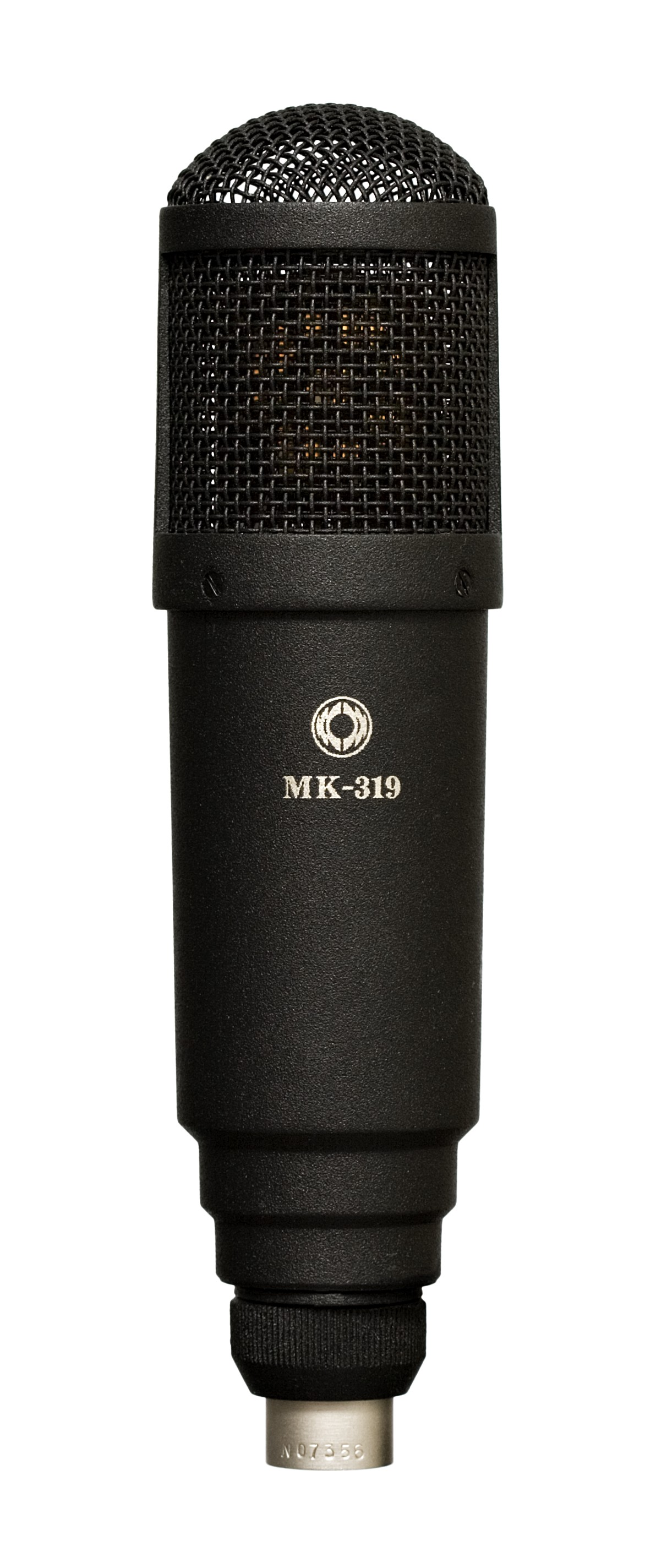
Конденсаторный микрофон Октава МК-319

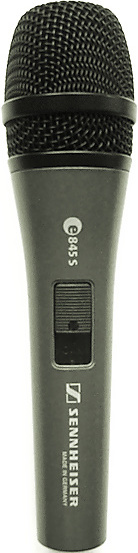
Динамический микрофон Sennheiser

### Типы микрофонов по принципу действия
- Динамический микрофон (электромагнитный)
  - Катушечный микрофон
  - Ленточный микрофон
- Конденсаторный микрофон
  - Ламповый конденсаторный микрофон[источник не указан 635 дней]
- Угольный микрофон - ранний тип микрофона, в отличие от других типов, он не вырабатывает ЭДС, а изменяет своё сопротивление при воздействии звуковых волн на мембрану. Не требует применения усилителя, потому ранее был широко распространён, например, в телефонных аппаратах, однако качество звукового сигнала у такого микрофона низкое.
- Пьезомикрофон
- Оптоакустический микрофон (несущей является свет)
- Электретный микрофон - самый распространенный в современное время и наиболее дешёвый, фактически является разновидностью конденсаторного микрофона, неподвижной обкладкой которого является пластина из электрета - диэлектрика, долгое время (в течение десятилетий) сохраняющего свою поляризацию после снятия воздействия, приведшего к её возникновению. Массовое распространение, миниатюризация и удешевление полупроводниковых приборов позволяют встраивать усиливающие полевые транзисторы в сверхминиатюрный корпус микрофона, часто называемый "капсюлем". Ныне сфера применения таких микрофонов крайне широка - они являются основным видом микрофонов в проводных, DECT- и мобильных телефонах, планшетных компьютерах и смартфонах, видеокамерах, фотоаппаратах, веб-камерах, камерах видеонаблюдения, компьютерах, домофонах, радио- и видеонянях и других переговорных устройствах (например, связь "пассажир-машинист", "пациент-медработник"), умных колонках, умных телевизорах, диктофонах и т.п.

Сравнительные характеристики основных типов микрофонов (устаревшие данные из «БСЭ» 1967 год):
| Тип микрофона                        | Диапазон воспринимаемых частот, Гц               | Неравномерность частотной характеристики, дБ | Осевая чувствительность на частоте 1 000 Гц, мВ/Па |
| ------------------------------------ | ------------------------------------------------ | -------------------------------------------- | -------------------------------------------------- |
| Угольный                             | 300—3400                                         | 20                                           | 1000                                               |
| Электродинамический катушечного типа | 100—10 000 (1 класса) 30—15 000 (высшего класса) | 12                                           | 0,5 ~1,0                                           |
| Электродинамический ленточного типа  | 50—10 000 (1 класса) 70—15 000 (высшего класса)  | 10                                           | 1 1,5                                              |
| Конденсаторный                       | 30—15 000                                        | 5                                            | 5                                                  |
| Пьезоэлектрический                   | 100—5000                                         | 15                                           | 50                                                 |
| Электромагнитный                     | 300—5000                                         | 20                                           | 5                                                  |

### Функциональные виды микрофонов
- Студийный микрофон;
- Сценический микрофон;
- Измерительный микрофон («искусственное ухо»);
- Микрофонный капсюль для телефонных аппаратов;
- Микрофон для применения в радиогарнитурах, в т. ч. USB-микрофон (со встроенной звуковой картой);
- Микрофон для скрытого ношения;
- Ларингофон;
- Гидрофон.

## Характеристики микрофонов

Условное графическое обозначение микрофона на схемах

Микрофоны любого типа оцениваются следующими характеристиками:
1. чувствительность;
2. частотная характеристика чувствительности;
3. акустическая характеристика микрофона[прояснить][источник не указан 1637 дней];
4. характеристика направленности;
5. уровень собственных шумов микрофона.

### Чувствительность
Чувствительность микрофона {\displaystyle M_{0}} определяется отношением напряжения на выходе микрофона {\displaystyle U} к звуковому давлению {\displaystyle P_{0},} как правило, в свободном звуковом поле, то есть при отсутствии влияния отражающих поверхностей. При распространении синусоидальной звуковой волны в направлении рабочей оси микрофона это направление называется осевой чувствительностью:
{\displaystyle M_{0}=U/P_{0},} (мВ/Па).
Рабочей осью микрофона является направление его преимущественного использования и обычно совпадает с осью симметрии микрофона. Если конструкция микрофона не имеет оси симметрии, то направление рабочей оси указывается в технических условиях. Чувствительность современных микрофонов составляет от 1–2 (динамические микрофоны) до 10–15 (конденсаторные микрофоны) мВ/Па. Чем больше это значение, тем выше чувствительность микрофона.
Таким образом, микрофон с чувствительностью −75 дБ менее чувствителен, чем −54 дБ, а с обозначением 2 мВ/Па менее чувствителен, чем 20 мВ/Па. Для ориентировки : −54 дБ это то же, что и 2,0 мВ/Па. Также надо учесть, что если у микрофона меньше чувствительность, это вовсе не означает, что он хуже.

### Частотная характеристика чувствительности

ЧХЧ микрофонов Октава МК-319 и Shure SM58

Частотная характеристика чувствительности (ЧХЧ) — это зависимость осевой чувствительности микрофона от частоты звуковых колебаний в свободном поле. Неравномерность ЧХЧ, как правило, измеряют в децибелах как двадцать логарифмов (по основанию 10) отношения чувствительности микрофона на определённой частоте к чувствительности на опорной частоте (в основном 1 кГц).

### Акустическая характеристика
Влияние звукового поля микрофона оценивается акустической характеристикой, которая определяется отношением силы, действующей на диафрагму микрофона, и звуковым давлением в свободном звуковом поле:
A = F/P, а потому, что чувствительность микрофона M = U/P можно представить как U/P = U/F • F/P и выразить через А. Тогда получим: M = A • U / F. Отношение напряжения на выходе микрофона к силе, действующей на диафрагму U/F, характеризует микрофон как электромеханический преобразователь. Акустическая характеристика определяет характеристику направленности микрофона. По виду акустической характеристики, а, следовательно, и характеристики направленности, отличают три типа микрофонов как приёмников звука: приёмники давления; градиента давления; комбинированные.

### Характеристика направленности
| приёмники давления           |                             |
|                              | Ненаправленный              |
| приёмники градиента давления |                             |
|                              | Двунаправленный «Восьмёрка» |
| комбинированные              |                             |
|                              | Кардиоида                   |
|                              | Гиперкардиоида              |

Характеристикой направленности называют зависимость чувствительности микрофона от направления падения звуковой волны по отношению к оси микрофона. Она определяется отношением чувствительности Мα при падении звуковой волны под углом α относительно акустической оси микрофона к его осевой чувствительности:
φ = Mα/M0
Направленность микрофона означает его возможное расположение относительно источников звука. Если чувствительность не зависит от угла падения звуковой волны, то есть φ = 1, то микрофон называют ненаправленным, и источники звука могут располагаться вокруг него. А если чувствительность зависит от угла, то источники звука должны располагаться в пространственном угле, в пределах которого чувствительность микрофона мало отличается от осевой чувствительности.

#### Ненаправленные микрофоны
В ненаправленных микрофонах — приёмниках давления — сила, действующая на диафрагму, определяется звуковым давлением у поверхности диафрагмы. Звуковое поле может действовать только на одну сторону диафрагмы. Вторая сторона конструктивно защищена. Если размеры микрофона малы по сравнению с длиной звуковой волны, то микрофон не изменяет звукового поля. Если размеры соизмеримы с длиной волны, тогда за счёт дифракции звуковых волн микрофон приобретает направленность. На частотах от 5000 Гц и ниже такие микрофоны являются ненаправленными.
Преимуществом ненаправленных микрофонов является простота конструкции, расчёта капсюля и стабильности характеристик с течением времени. Ненаправленные капсюли часто используют в составе измерительных микрофонов, в быту могут быть использованы для записи разговора людей, сидящих за круглым столом.

#### Микрофоны двустороннего направления
В микрофонах — приёмниках градиента давления — сила, действующая на движущуюся систему микрофона, определяется разностью звуковых давлений на двух сторонах диафрагмы. То есть звуковое поле действует на две стороны диафрагмы. Характеристика направленности имеет вид восьмёрки.
Двусторонние микрофоны удобны, например, для записи разговора двух собеседников, сидящих друг напротив друга. Также их применение удобно в студиях звукозаписи при записи голоса с одновременной игрой на инструментах — так как они хорошо отсекают звуки, приходящие несоосно с основным, а также при некоторых способах записи стереозвука (технология Блюмлейна).

#### Микрофоны одностороннего направления
Односторонняя направленность достигается в микрофонах комбинированного типа. Их диаграммы направленности близки по форме к кардиоиде, поэтому нередко их называют кардиоидными. Модификации микрофонов, имеющих ещё меньшую направленность, чем кардиоидные, называют суперкардиоидными и гиперкардиоидными, однако эти разновидности, в отличие от кардиоидного микрофона, также чувствительны к сигналам с противоположной стороны.
Эти микрофоны имеют определённые преимущества в эксплуатации: источник звука располагается с одной стороны микрофона в пределах достаточно широкого пространственного угла, а звуки, распространяющиеся за его пределами, микрофон не воспринимает.

### Уровень шумов
Эквивалентный уровень
шума (equivalent
noise). В соответствии с международными стандартами собственный уровень шума микрофона определяется как уровень звукового давления, который создаёт напряжение на выходе микрофона, равное напряжению, возникающему в нём только за счёт собственных шумов при отсутствии звукового сигнала. Он может быть рассчитан по формуле
LpЭ=20lg Uш/Sρ0,
где:
Uш — квадратный корень из разности квадратов значений напряжения на выходе испытательного стенда по ГОСТ 16123-88 (IEC 60268-4), измеренное при подключенном микрофоне и при замене его на резистор – эквивалент модуля сопротивления испытуемого микрофона,
S — чувствительность микрофона на частоте 1000 Гц, ρ0=2×10−5 Па.
Способы измерения этого параметра несколько отличаются в разных стандартах, поэтому обычно в современных каталогах приводятся два значения эквивалентного уровня шумов: по стандарту DIN 45 412 (IEC 60268-1) и по стандарту DIN 45 405 (CCIR 468-3). В первом случае при измерениях используется взвешивающая стандартная кривая А. Во втором случае используется другая форма взвешивающей кривой (психометрическая кривая 468) и отличия в методике, более подходящей для измерительных микрофонов.

## Звуковые микрофонные фильтры
Для микрофонов существуют различные типы звуковых фильтров: накладки из полиуретана, поп-фильтры, звукозаглушающие боксы и капсюли (решётки).

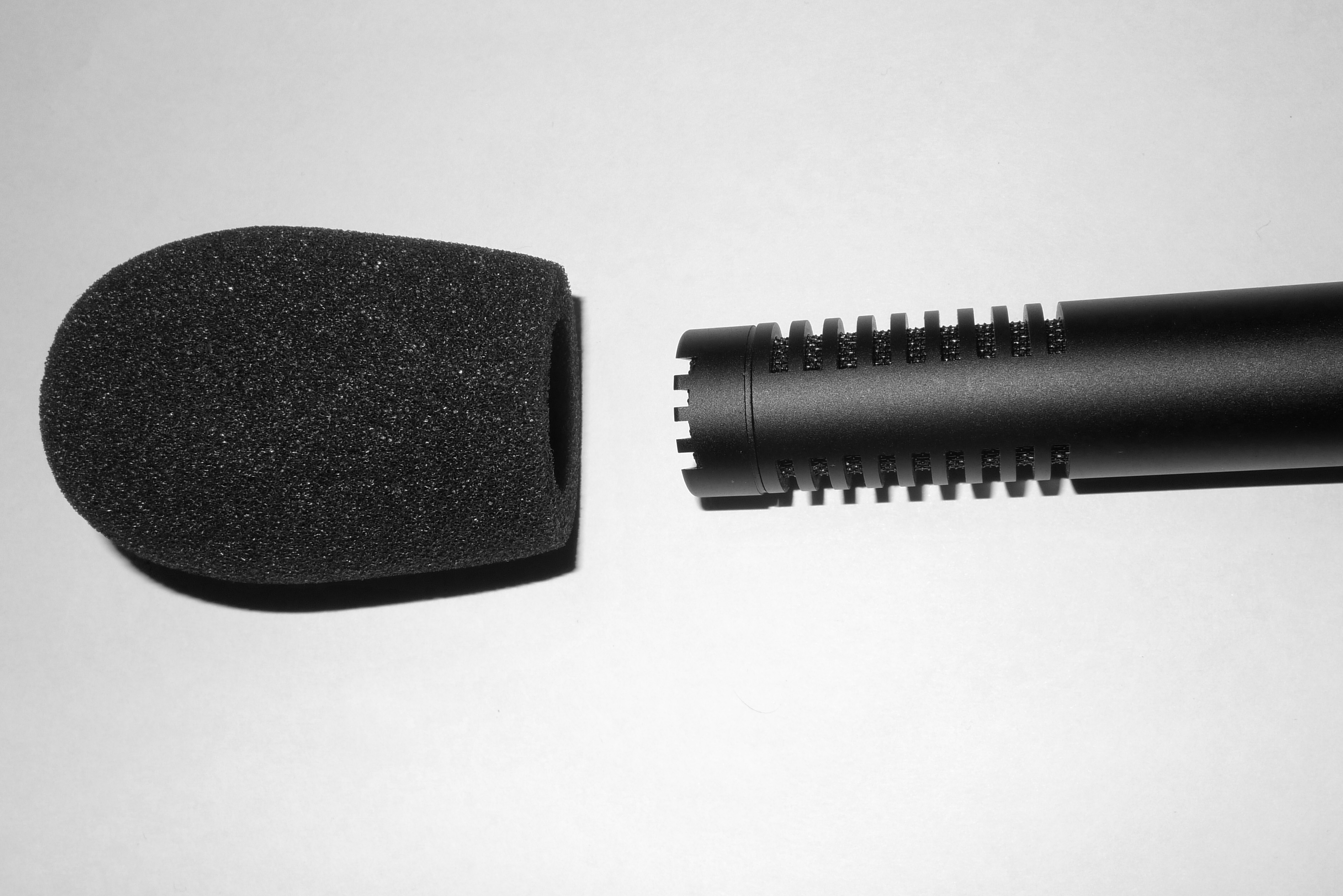
Микрофон со снятым ветряным фильтром
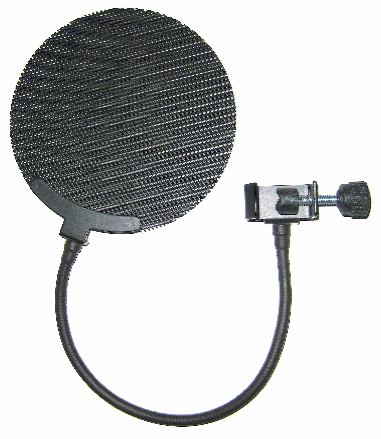
Поп-фильтр
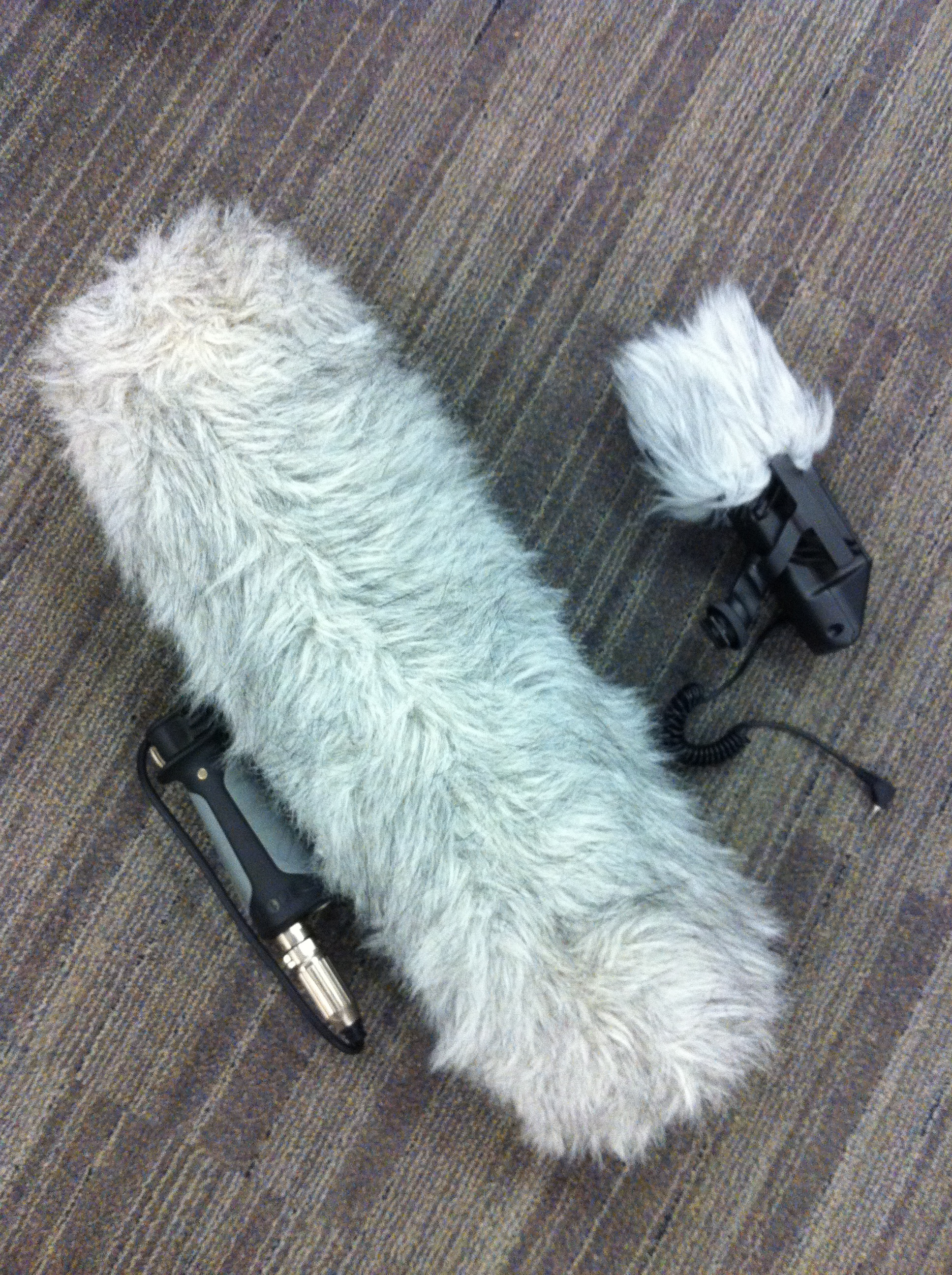
Меховой фильтр (разговорное «собака»; в английском языке используются термины «дохлая кошка» (dead cat) или «дохлый котёнок» (dead kitten), в зависимости от размера. Самый эффективный фильтр шума ветра. Надевается на жёсткий кожух «цеппелин».
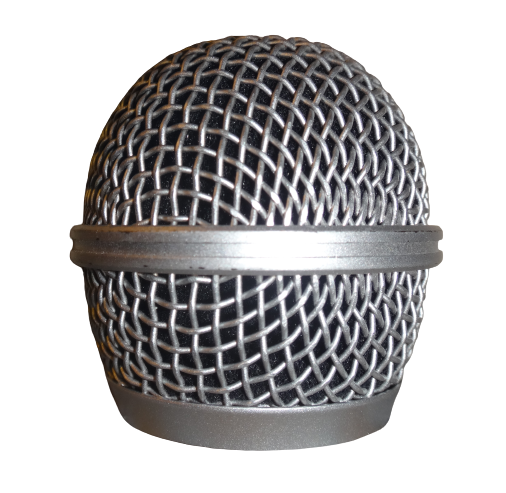
Микрофонная решётка («корзина») фильтрующая звук поступающий на капсюль микрофона от ветра (задувания)

## Типы подключения

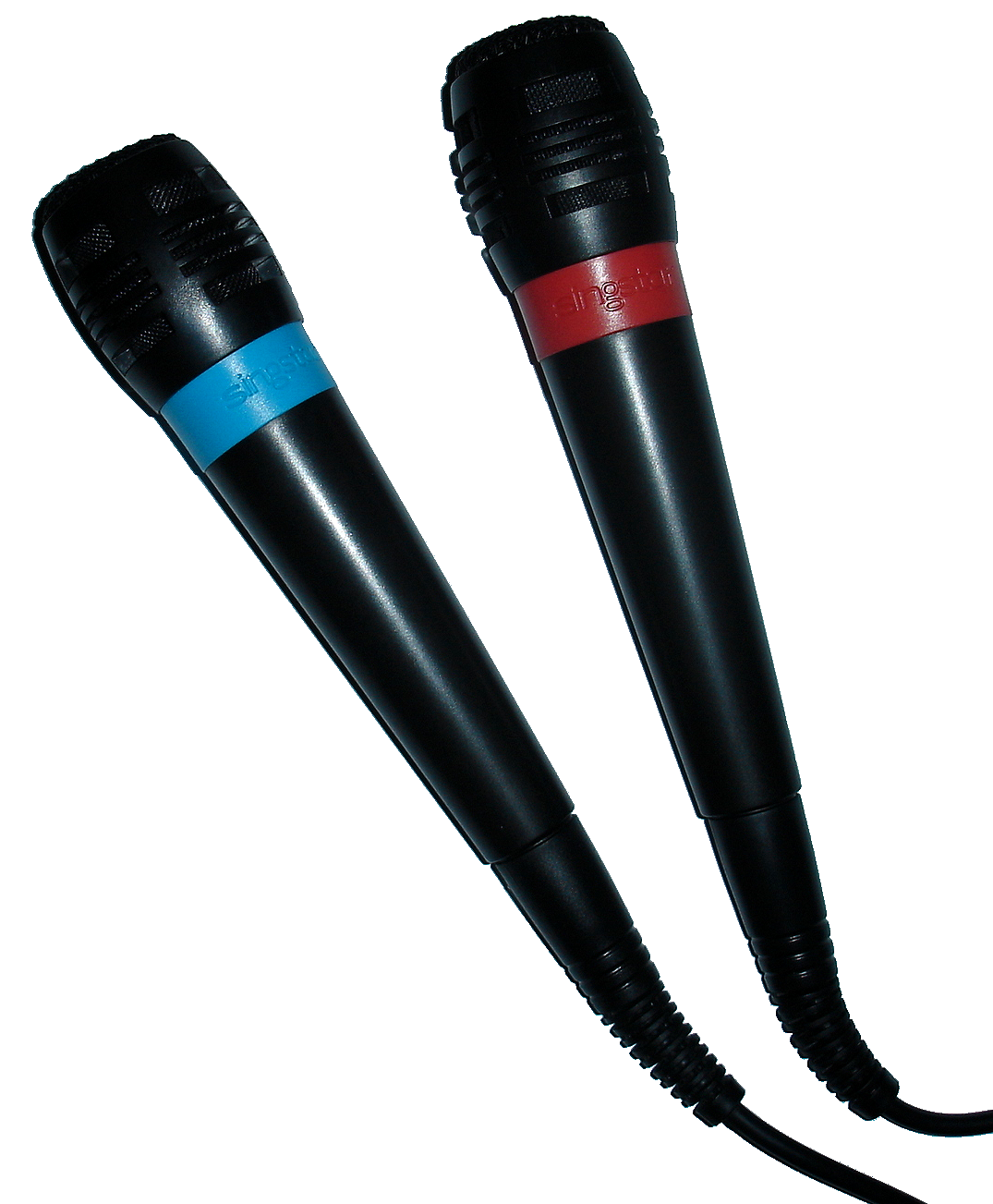
Проводные микрофоны с неразъёмным кабелем.

Большинство микрофонов подключается к звуковому оборудованию посредством провода. Проводное соединение микрофона к звуковому оборудованию может быть неразъёмным или разъёмным. Разъёмное соединение применяют чаще всего. 
Долгие годы во время выступления на сцене, конференциях и тому подобном применялись именно проводные микрофоны, так как они неприхотливы и просты в эксплуатации; при этом, профессиональные микрофоны имеют трёхпроводное балансное подключение (разъёмы XLR) для снижения наводок и помех. 
Для работы конденсаторных микрофонов звуковое оборудование должно иметь режим фантомного питания.
Также существуют более сложные устройства — радиомикрофоны (беспроводные микрофоны, радиосистемы), — которые составляют конкуренцию проводным микрофонам, хотя и не вытесняют их совсем (они также применяются для выступления на сцене, на конференциях). Внутри такого микрофона находится радиопередатчик, передающий по радио звуки на расположенный поблизости радиоприёмник (ресивер) через внутреннюю антенну (у некоторых беспроводных микрофонов также встречается внешняя антенна; у приёмника обязательно имеется внешняя антенна). Рабочая частота приёмника строго соответствует рабочей частоте передатчика микрофона (рабочая частота измеряется в мегагерцах (МГц, MHz) и может достигать нескольких сотен единиц — это УКВ-радиосвязь (или FM; иногда в техническом описании указано «FM wireless microphone»). Приёмник подключается к звуковому оборудованию посредством провода, сам же питается от электросети.
Главное удобство радиомикрофонов в том, что они в отличие от проводных имеют хотя и ограниченную мощностью передатчика, но бо́льшую свободу передвижения. 
Недостаток — относительно частая разрядка элементов питания (аккумуляторов).
Радиомикрофоны бывают как бытового, так и профессионального назначения. Бытовые обычно работают по принципу «подключи и работай» («plug and play») и имеют только настройки выходной громкости. У радиосистем профессиональных серий на ресивере и самом микрофоне можно установить желаемые настройки сигнала для каждого конкретного микрофона (иные названия: калибровка, отстройка), что позволяет одному ресиверу обслуживать иногда сразу 10 и более радиомикрофонов, кроме того, качество сигнала и передаваемых звуков у них гораздо выше, нежели у бытовых, поэтому профессиональные радиомикрофоны так хорошо себя зарекомендовали на концертах. Также бывают цифровые микрофонные радиосистемы из тех же профессиональных серий.
Наиболее известными производителями профессиональных радиомикрофонов являются Sennheiser, Beyerdynamic (Германия) и Shure (США).

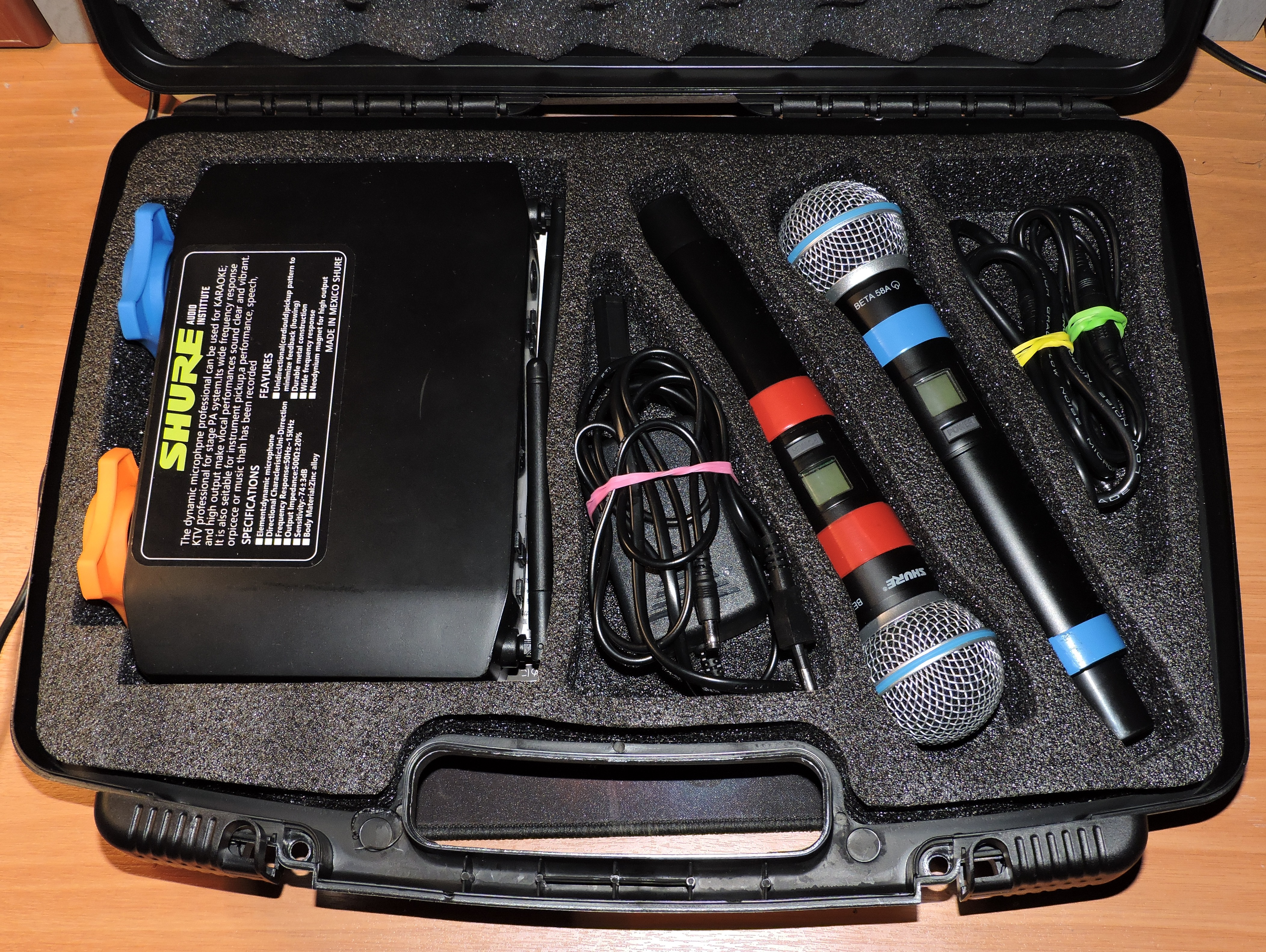
Радиомикрофоны Shure GLXD4. В комплект входят радиоприёмник, блок питания радиоприёмника и аудиокабель jack-jack

На фото для примера показан радиомикрофон «Shure GLXD4». Когда в концерте участвует несколько радиомикрофонов, то для цветовой маркировки их обычно перематывают изолентой (как на фото), поскольку они идентичны по виду (если одного типа и серии).